# Mirror's Edge Catalyst
Mirror's Edge Catalyst är ett  actionäventyrs-plattformsspel utvecklat av Digital Illusions CE och utgivet av Electronic Arts. Det är en omstart och uppföljare till Mirror's Edge från 2008 och kretsar kring huvudpersonen Faiths ursprung och hennes försök att störta ett totalitärt konglomerat som styr staden Glass.